# Delphinium elisabethae
Delphinium elisabethae là một loài thực vật có hoa trong họ Mao lương. Loài này được N.Busch mô tả khoa học đầu tiên năm 1937.